# Textil crudo

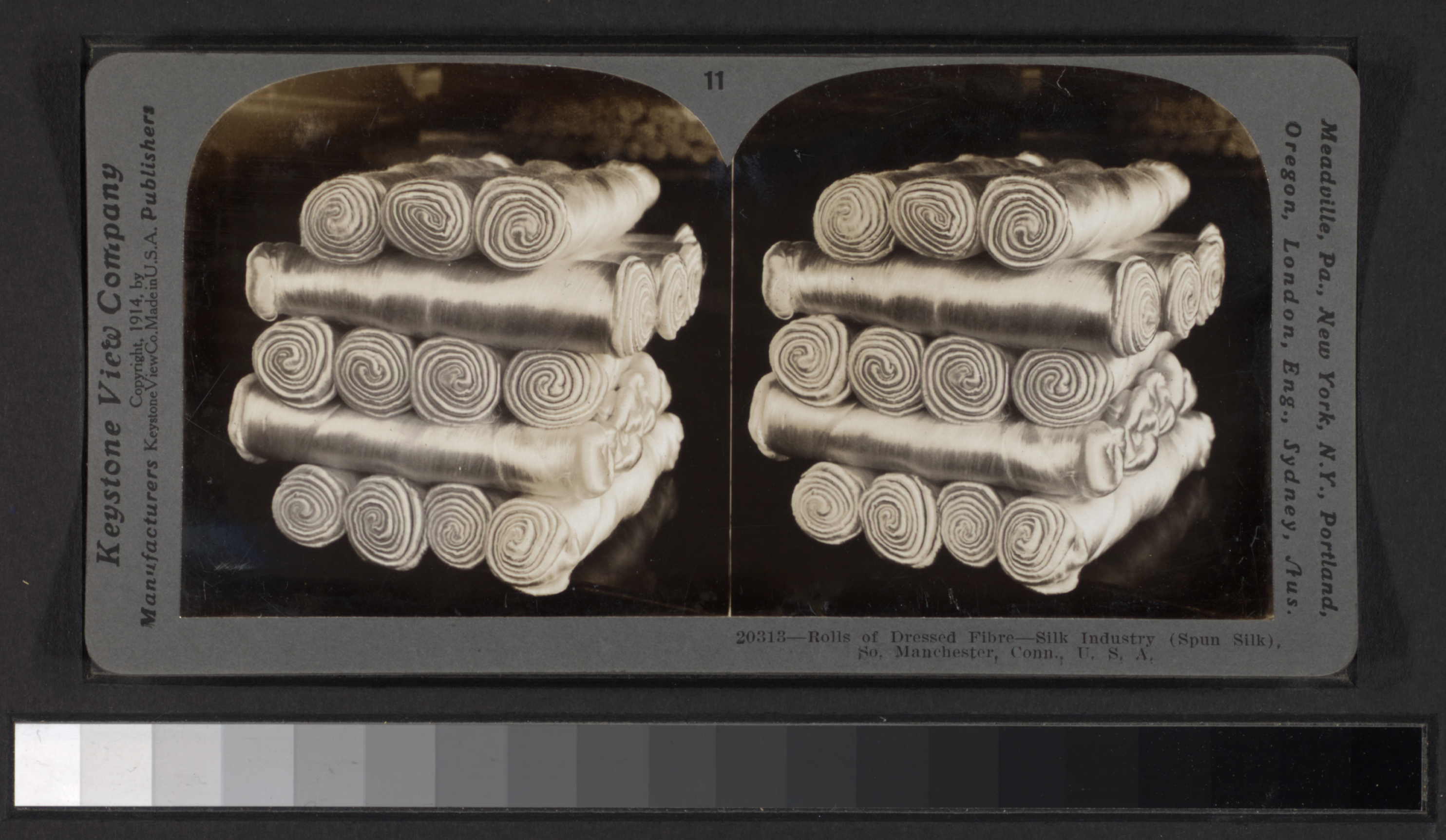
Rollos de seda cruda

Los textiles crudos son telas tejidas en telar o telas de punto sin procesar. Los productos crudos se someten a muchos procesos posteriores, por ejemplo, teñido, estampado y acabado, antes de convertirlos en productos terminados, como prendas de vestir u otros productos textiles. "Telas grises" es otro término para referirse a telas tejidas o de punto sin terminar.

## Características
Los textiles crudos no se refieren a su color sino a su forma sin procesar; a veces se les llama grises. Los géneros crudos son tejidos sin terminar que salen directamente de un telar o de una máquina de punto. Los materiales tejidos también se denominan "tejidos en estado de telar". Los materiales crudos se restriegan (para limpiar) y, a veces, se blanquean (para eliminar el color natural) antes de teñirlos y estamparlos.

### Impurezas
La materia extraña además de la fibra real se conoce como impureza. Las fibras textiles contienen los siguientes tipos de impurezas:
- Impurezas naturales: Impurezas recogidas del medio natural por las fibras. Las impurezas naturales también incluyen partes no fibrosas que se incorporan a la fibra durante su crecimiento. En particular, estas no están presentes en las fibras sintéticas, de fabricación artificial.
- Agregado: Aceites y ceras durante el hilado o tejido o tejido.
- Accidental: suciedad o mal manejo, contaminantes extraños.

| Tipo de fibra | Impurezas en % | Fuente |
| ------------- | -------------- | ------ |
| Algodón       | 10             | [ 10 ] |
| Lana          | 40-50          | : 78   |
| Seda          | 22-30          | [ 12 ] |

#### Impurezas en el algodón
| Tipo de impureza | %       |
| ---------------- | ------- |
| Pectinas         | 0.4-1.2 |
| Cera             | 0.4-1.2 |
| Otros            | 1.7     |

#### impurezas en la lana
| Tipo de impureza  | En ovejas merinas, en % | De ovejas mestizas, en % |
| ----------------- | ----------------------- | ------------------------ |
| Suciedad o tierra | 19                      | 8                        |
| Grasa             | 16                      | 11                       |
| Residuos de sudor | 6                       | 8                        |

#### Impurezas en la seda
La seda es una fibra animal que consiste en un 70-80% de fibroína y un 20-30% de sericina (la goma que recubre las fibras). Lleva impurezas como suciedad, aceites, grasas y sericina. 

### Color natural
La mayoría de las fibras naturales tienen un color natural, el color natural de la tela de algodón es blanquecino o beige cuando no está teñido o procesado. Debido a la presencia de pigmentos naturales, la lana tiene un ligero tinte amarillo. Aunque el color no es deseable y se elimina durante los procesos de pretratamiento de descrudado y blanqueo.

#### Tinte fugitivo
El tinte es una aplicación de tinturas o colorantes muy ligeros: el tinte fugitivo lotes diferentes. El tinte fugitivo se elimina fácilmente durante los tratamientos posteriores de procesamiento en húmedo. Esta práctica es común con los materiales textiles sintéticos.

## Parámetros
La fabricación textil es un procedimiento complicado y largo, donde el material pasa por varias etapas. Se debe decidir en primer lugar la cantidad de hilos, la longitud de la puntada, el número de hilos y los gramos por metro cuadrado, es decir, durante la etapa cruda, para lograr el producto final deseado. Dado que la industria textil todavía funciona de manera fragmentada, los productos crudos también se venden para su posterior procesamiento en diferentes unidades,y luego se unen para operaciones subsecuentes.

## Tejidos RFD
El estado semiacabado de las telas que se han descrudado o blanqueado en preparación para los procesos posteriores, como el teñido y el estampado, se denomina RFD ("ready for dyeing", listo para teñir).PFD significa "preparado para teñir", mientras que PFP significa "preparado para estampar".La multifibra RFD que se compone de varias fibras se utiliza en las pruebas de solidez al lavado para la tinción cruzada. Se conoce como "tejido adyacente".